# FN Barracuda
Pour les articles homonymes, voir Barracuda (homonymie).
Créé au début des années 1970, le FN Barracuda est le seul revolver à avoir été vendu par la FN Herstal. Il ressemble a l'Astra Police. Principalement destiné aux forces de police, il leur fut proposé en 1974, avec barillet de .357 Magnum / .38 Special pour le marché américain, et 9x19 Luger pour le marché européen, plus habitué aux pistolets.

## Présentation
Ce revolver fonctionne en double action avec un barillet basculant à gauche. Ses plaquettes de crosse sont en bois quadrillé, et ses organes de visée sont fixes. De bonne facture, il ne rencontra toutefois pas le succès escompté, étant arrivé trop tard sur le marché et jugé trop lourd (en comparaison, un Colt Diamondback à vide ne pèse que 0,7 kg (canon de 6,4 cm) ou 0,82 kg (canon de 10 cm))

## Une production basque
Malgré ses médaillons de crosse wallon (la FN Herstal étant sise à Liège), il est monté par la Manufacture d'armes de Bayonne à partir des pièces usinées par la firme Astra Unceta y Cia de Guernica.

## Données numériques & techniques
- Marque : FN Herstal
- Munitions :	 .357 Magnum / .38 Special et 9x19 Luger
- Mécanisme : Double action, barillet tombant à gauche
- Masse à vide :	1,050 kg
- Longueur : 	211 mm
- Canon :	76 mm
- Capacité : 	6 coups
- Usage : Défense personnelle, Arme de police

## Fait-divers
Un container d'environ 540 revolvers Barracuda fut volé durant son transfert de la MAB (Bayonne) vers la FN Herstal (Liège), entre le 7 et le 18 janvier 1982. Le vol se serait déroulé dans les entrepôts de la gare de Lille. La piste de l'ETA était privilégiée par la police belge. Cinq cents des revolvers furent retrouvés le 10 avril 1982 à Anvers, lors d'un contrôle routier par la Gendarmerie belge, qui stoppa un couple dans une voiture. L'identité des deux suspects ne fut pas révélée par la presse.

## Sources
1. ↑  « Cinq cent quarante revolvers sont volés entre Bayonne et Liège », Le Monde,‎ 20 janvier 1982
2. ↑  « Armes volées retrouvées », Le Monde,‎ 13 avril 1982

- D. VENNER, Les armes de poing de la nouvelle génération, éditions J. Grancher, 1982.
- Magazines  Action Guns, AMI et Cibles.